# Carole Stanisière
Carole Stanisière (* 3. Juni 1970 in Chamonix) ist eine ehemalige französische Skilangläuferin.

## Werdegang
Stanisière belegte bei den Olympischen Winterspielen 1992 in Albertville den 32. Platz über 15 km klassisch und den fünften Rang mit der Staffel. Im Januar 1993 holte sie in Ulrichen mit dem 25. Platz über 10 km klassisch ihre ersten Weltcuppunkte. Bei den Nordischen Skiweltmeisterschaften 1993 in Falun lief sie auf den 51. Platz in der Verfolgung, auf den 36. Rang über 15 km klassisch und auf den 29. Platz über 5 km klassisch. Zudem wurde sie dort zusammen mit Sylvie Giry-Rousset, Sophie Villeneuve und Isabelle Mancini Neunte in der Staffel. Im folgenden Jahr kam sie bei den Olympischen Winterspielen in Lillehammer auf den 47. Platz in der Verfolgung, auf den 41. Rang über 5 km klassisch und auf den 24. Platz über 30 km klassisch. Dieser 24. Platz war zugleich ihre beste Einzelplatzierung im Weltcup. Zudem errang sie dort zusammen mit Sylvie Giry-Rousset, Sophie Villeneuve und Elisabeth Tardy den 11. Platz in der Staffel. Im Jahr 1995 holte sie in Furtwangen und in Les Saisies mit jeweils Platz drei über 5 km  ihre einzigen Podestplatzierungen im Continental-Cup. Bei den Nordischen Skiweltmeisterschaften 1995 in Thunder Bay errang sie den 59. Platz über 5 km klassisch, den 42. Platz über 15 km klassisch und den neunten Platz mit der Staffel.

## Weltcup-Gesamtplatzierungen
| Saison  | Platz | Punkte |
| ------- | ----- | ------ |
| 1992/93 | 57.   | 8      |
| 1993/94 | 56.   | 9      |